# ثمرة الجريمة (فلم)
ثمرة الجريمة فيلم مصري تم إنتاجه عام 1947، من إخراج السيد زيادة وبطولة روحية خالد ومحسن سرحان.

## قصة الفيلم
فتاة كانت ثمرة لخطيئة أمها مع رجل مستهتر من رجال الأعمال، تذهب الأم لتعيش مع أخيها، تتعرف الابنة على ابن الجيران الذي يحبها، ولكنه يعدل عن الزواج بها بعد أن يكتشف حقيقتها، تعمل عاملة شباك في سينما وتتعرض لمغازلة المدير، تترك عملها وتقع في براثن صاحب كباريه، تتعرف بأحد أثرياء الحرب والذي يقدم لها الكثير من ثروته طمعًا فيها، تخفي الفتاة عن أمها حقيقة عملها، وبالمصادفة تعرف الأم عمل ابنتها. تمرض الأم فتضطر أن تستدين من أجل علاجها، يبحث الجار عنها حتى يجدها ويتعرف عمه على أمها يتضح أنها الفتاة الذي اعتدى عليها في الماضي فيصلح خطأه ويتزوجها وتتزوج الفتاة من الشاب الذي أحبها بإخلاص.

## فريق العمل
إخراج: السيد زيادة
طاقم العمل:
- روحية خالد
- محسن سرحان
- منسي فهمي
- سراج منير
- زوزو شكيب
- أمينة رزق

## روابط خارجية
- مقالات تستعمل روابط فنية بلا صلة مع ويكي بيانات